# لورا أوبريا
لورا أوبريا (بالرومانية: Laura Oprea)‏ هي مجدفة رومانية، ولدت في 19 فبراير 1994 في Nisiporești ‏ في رومانيا.

## وصلات خارجية
- لورا أوبريا على موقع الاتحاد الدولي للتجديف (الإنجليزية)
- لورا أوبريا على موقع اللجنة الأولمبية الدولية (الإنجليزية)
- لورا أوبريا على موقع أوليمبيديا (الإنجليزية)
- لورا أوبريا على موقع اللجنة الأولمبية الرومانية (الرومانية)